# 莱莱克斯
莱莱克斯（法語：Lélex，法語發音：[lelɛks]）是法国安省的一个市镇，位于该省东北部，属于热克斯区。

## 地理
莱莱克斯（46°18'12"N, 5°56'32"E）面积17.63 平方千米，位于法国奥弗涅-罗讷-阿尔卑斯大区安省，该省份为法国东部省份，北起汝拉省，西北接索恩-卢瓦尔省，西接罗讷省和里昂大都会，南至伊泽尔省，东与萨瓦省、上萨瓦省和瑞士接壤。
与莱莱克斯接壤的市镇（或旧市镇、城区）包括：谢泽里－福朗、克罗泽、米茹、塞尔日、图瓦里、贝勒孔布、塞蒙塞勒-莱莫吕讷。
莱莱克斯的时区为UTC+01:00、UTC+02:00（夏令时）。

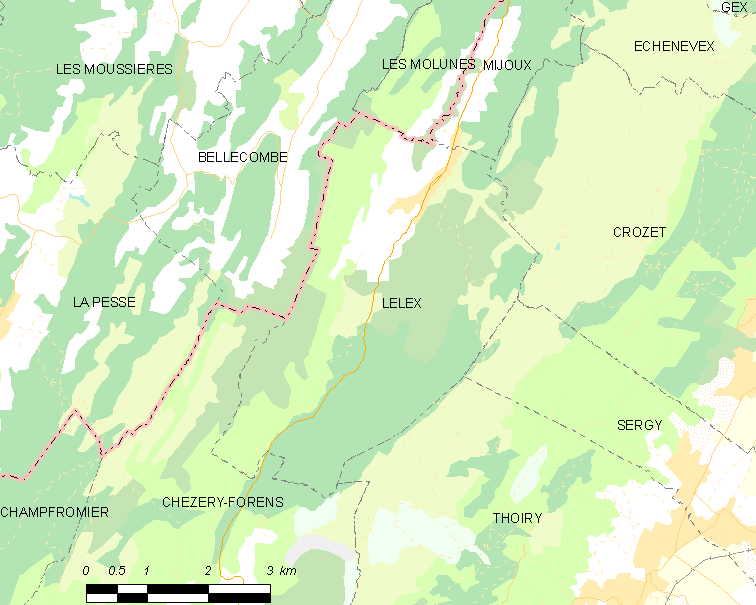
莱莱克斯的OSM定位图

## 行政
莱莱克斯的邮政编码为01410，INSEE市镇编码为01210。

## 政治
莱莱克斯所属的省级选区为图瓦里县。

## 人口

1962-2008年间莱莱克斯人口变化图示

莱莱克斯于2022年1月1日时的人口数量为236人。